# Loxopse de Kauai
Loxops caeruleirostris
Espèce
Statut de conservation UICN

 CR  : 
En danger critique
Le Loxopse de Kauai (Loxops caeruleirostris) est une espèce d'oiseau'de la famille des Fringillidae.

## Systématique
Le nom scientifique complet (avec auteur) de ce taxon est Loxops caeruleirostris (S.B.Wilson, 1890).
L'espèce a été initialement classée dans le genre Chrysomitridops sous le protonyme Chrysomitridops caeruleirostris S.B.Wilson, 1890.
Ce taxon porte en français le nom vernaculaire ou normalisé suivant : Loxopse de Kauai.
Loxops caeruleirostris a pour synonyme :
- Chrysomitridops caeruleirostris S.B.Wilson, 1890